# Fabullo
Fabullo noto talvolta come Famulo, (in latino: Fabullus o Famulus) (fl. II secolo) è stato un pittore romano dell'epoca neroniana.

## Biografia
Tra il 64 ed il 68 d.C. decorò la Domus Aurea, dove si mostrò innovatore per la policromia e la ricchezza fantastica dei dipinti, superando in esuberanza lo stesso stile indicato convenzionalmente con il nome di Quarto stile pompeiano.
Secondo Plinio il Vecchio, Fabullo lavorava con la massima gravità e solo per poche ore al giorno, per cogliere le condizioni di luce migliori; cita anche un suo dipinto, una Minerva il cui sguardo sembrava sempre diretto agli spettatori in qualsiasi punto questi si spostassero.
Un efficace esempio dei dipinti, ora in gran parte rovinati, appare in un acquarello del 1538, opera di Francesco d'Olanda, conservato alla Biblioteca dell'Escorial a Madrid. In esso sono rappresentati i riquadri di una ricca volta incorniciati da uno stucco dorato.